# Fenestraspongia tubulosa
Fenestraspongia tubulosa är en svampdjursart som först beskrevs av Lendenfeld 1889.  Fenestraspongia tubulosa ingår i släktet Fenestraspongia och familjen Thorectidae. Inga underarter finns listade i Catalogue of Life.